# Carles Puyol
Carles Puyol Saforcada (wym. [ˈkarɫəs puˈjɔɫ]; ur. 13 kwietnia 1978 w Vielha e Mijaran) – kataloński piłkarz, reprezentant Hiszpanii, kapitan klubu FC Barcelony grający na pozycji środkowego lub bocznego obrońcy. 15 maja 2014 oficjalnie zakończył karierę.

## Życiorys
Carles Puyol rozpoczął swoją piłkarską karierę w La Pobla de Segur, gdzie się wychował. Jego talent szybko przyciągnął większą uwagę innych klubów, w tym FC Barcelony. Ostatecznie to właśnie Barça sprowadziła młodego Carlesa do drugiej drużyny.
Piłkarz szybko stał się podstawowym piłkarzem Barcelony B. W pierwszej drużynie zadebiutował natomiast 2 października 1999 roku przeciwko Valladolid; wówczas trenerem Dumy Katalonii był Louis van Gaal. Jego występy stawały się coraz częstsze, aż ugruntował sobie na stałe pozycje w pierwszej drużynie FC Barcelony. Dzięki swojej determinacji do poprawy i niesamowitym tempie pracy, Carles Puyol dostosował się do pozycji środkowego obrońcy. W 2000 roku na Igrzyskach Olimpijskich w Sydney zdobył srebrny medal wraz z klubowym kolegą, Xavim. José Antonio Camacho postawił na niego jako obrońcę pierwszej reprezentacji kraju.
W sezonie 2003/2004, został wybrany trzecim kapitanem Blaugrany. Pełnił już wtedy istotną rolę w zespole, gdyż rozegrał 27 spotkań w lidze oraz 7 w Pucharze UEFA. Jednakże, Carles Puyol musiał czekać aż do sezonu 2004/05, aby wygrać swój pierwszy puchar z Barceloną. Był wtedy kapitanem pierwszego zespołu i istotną częścią zwycięskiej drużyny Franka Rijkaarda. Pod koniec sezonu, podniósł trofeum mistrza ligi na Camp Nou. Sezon 2005/06 był jeszcze lepszy niż poprzedni. Tym razem kapitan Barçy miał zaszczyt uniesienia pucharu Ligi Mistrzów po zwycięstwie nad Arsenalem w podparyskim Saint-Denis. Pod koniec następnego sezonu Carles Puyol doznał najgorszej kontuzji w całej swojej karierze. Uszkodził więzadła w kolanie i musiał pauzować od 20 czerwca do 29 września. Pomimo tego udało mu się rozegrać 30 spotkań w lidze w sezonie 2007/2008.
W dniu 16 września 2008 roku Puyi rozegrał swój 400. mecz w barwach pierwszej drużyny FC Barcelony. Po raz kolejny dokuczały mu problemy zdrowotne, ale walnie przyczynił się do zdobycia kolejnego mistrzostwa przez Blaugranę. Od sezonu 2008 do 2011 włącznie zdobył trzy mistrzostwa kraju, dwa razy wygrał Ligę Mistrzów, raz Copa del Rey, Klubowe Mistrzostwo Świata, Superpuchar Hiszpanii oraz Superpuchar Europy. Również wówczas opisał swój klub jako: „zespół, w którym pragnie grać każde dziecko z Katalonii. Żyję, aby grać w piłkę nożną dla Barcelony. Moim marzeniem jest zakończyć tutaj moją karierę”.
Carles Puyol 5 maja 2012 roku doznał kontuzji prawego kolana. Piłkarz przeszedł operację, przez co nie zagrał na Euro 2012. Przerwa w grze miała trwać mniej więcej 6 tygodni. Katalończyk tym razem natychmiast zdecydował się na operację  aby wrócić na boisko w jak najkrótszym czasie. W sezonie 2011/2012 Puyol rozegrał 26 spotkań ligowych, 9 w Lidze Mistrzów, 7 w Copa del Rey i 2 w Klubowych Mistrzostwach Świata, strzelając ponadto pięć goli.
Wraz z drużyną narodową Hiszpanii był na Mistrzostwach Świata w Korei i Japonii w 2002, Mistrzostwach Europy w Portugalii w 2004 oraz na Mistrzostwach Świata w 2006 r. W 2008 roku zdobył z reprezentacją Hiszpanii Mistrzostwo Europy w turnieju rozgrywanym na boiskach Austrii i Szwajcarii. Na Mistrzostwach Świata w Południowej Afryce Puyol rozpoczynał każdy mecz w pierwszym składzie i grał praktycznie zawsze 90 minut (został zmieniony przez Marchenę w 84. minucie ćwierćfinałowego spotkania przeciwko Paragwajowi). Strzelił jedynego gola w półfinale z Niemcami, dzięki czemu reprezentacja Hiszpanii dotarła do finału Pucharu Świata. W decydującym meczu zagrał pełne 120 minut, Hiszpania pokonała wówczas Holandię 1:0 i zdobyła tytuł mistrza świata.
Grę Puyola cechowała niezwykła pracowitość, determinacja i konsekwencja połączona z dużą wytrzymałością fizyczną. Potrafił ratować drużynę z sytuacji podbramkowych, czasem wręcz beznadziejnych.
U kibiców i fanów zyskał przydomek Tarzan ze względu na swoje podobieństwo do książkowo-filmowej postaci..
4 marca 2014 roku na konferencji prasowej Puyol ogłosił, że odchodzi z FC Barcelona. Kontrakt został rozwiązany za porozumieniem stron.
15 maja 2014 roku podczas oficjalnej, pożegnalnej konferencji prasowej Carles Puyol ogłosił, iż kończy piłkarską karierę i nie zagra już w żadnym innym klubie. Jak sam powiedział powodem zakończenia kariery był brak rozwiązania problemu z leczeniem urazu kolana.

## Osiągnięcia
FC Barcelona

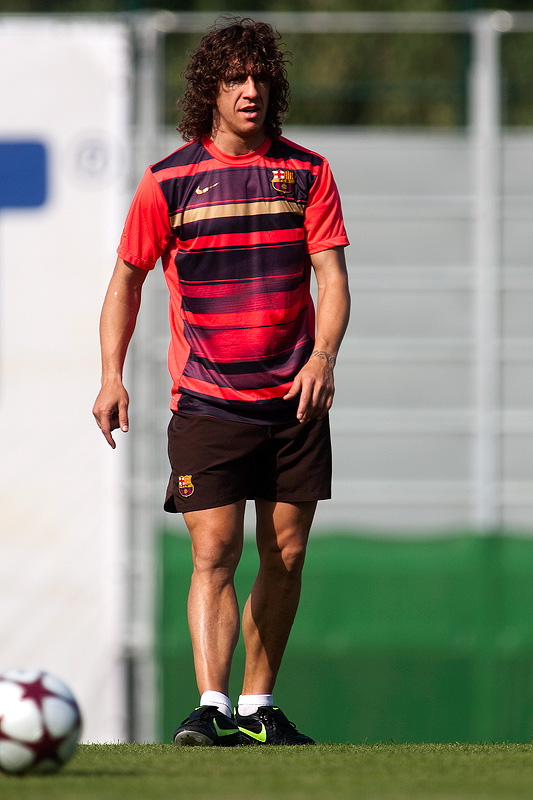
Puyol podczas treningu w FC Barcelonie.

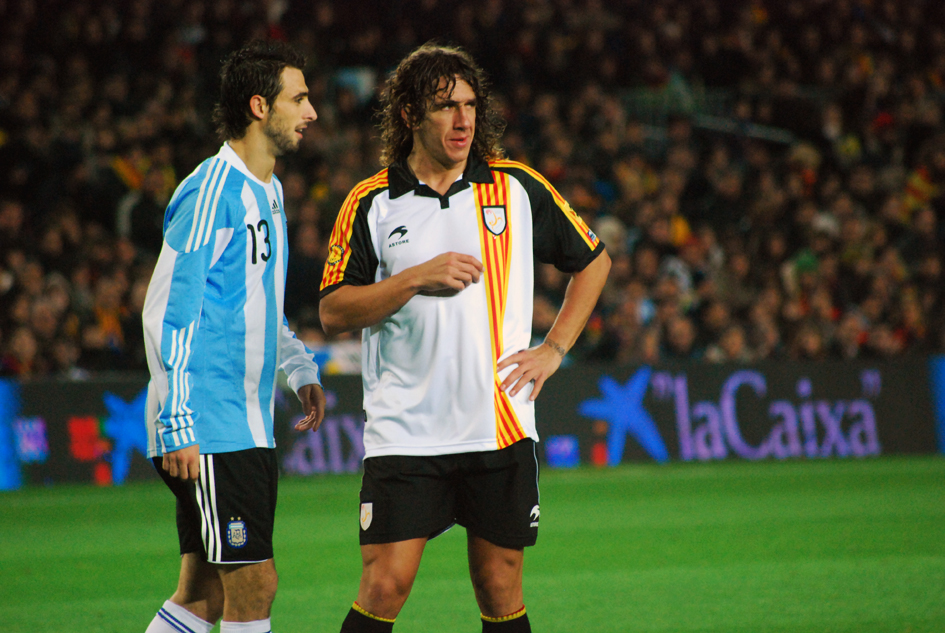
Puyol w barwach reprezentacji Katalonii podczas meczu z Argentyną w 2009 roku.

- zdobywca Superpucharu Hiszpanii (6x): 2005, 2006, 2009, 2010, 2011, 2013
- finalista Superpucharu Hiszpanii (1x): 2012
- mistrzostwo Hiszpanii (6x): 2004/05, 2005/06, 2008/09, 2009/10, 2010/11, 2012/13
- wicemistrzostwo Hiszpanii (5x): 1999/2000, 2003/04, 2006/07, 2011/12, 2013/14
- zdobywca Copa Del Rey (2x): 2008/09, 2011/12
- finalista Copa Del Rey (2x): 2010/11, 2013/14
- zwycięzca Ligi Mistrzów (3x): 2005/06, 2008/09, 2010/11
- zdobywca Superpucharu Europy (2x): 2009, 2011
- zdobywca Klubowego Mistrzostwa Świata (2x): 2009, 2011

Reprezentacja Hiszpanii
- 2000 – Srebrny medal Turnieju Piłkarskiego Letnich Igrzysk Olimpijskich w Sydney
- 2008 – Złoty medal na Mistrzostwach Europy 2008
- 2009 – Brązowy medal na Pucharze Konfederacji w RPA
- 2010 – Złoty medal na Mistrzostwach Świata 2010

Nagrody indywidualne
- Najlepszy prawy obrońca Europy w rankingu FIFA: 2002
- Najlepszy obrońca Europejskiej Ligi Mistrzów: 2006
- Drużyna Roku UEFA (6x): 2002, 2005, 2006, 2008, 2009, 2010

## Kariera filmowa
Primera juanda (2005).